# Lola Alonso Vera
María Dolores (Lola) Alonso Vera (Alicante, 28 de enero de 1951) es una arquitecta española.

## Biografía
Titulada en 1976 por la ETSAV (Escuela Técnica Superior de Arquitectura de Valencia). Arquitecta Municipal de Ayuntamiento de Alicante 1979-80 desempeñando el cargo de Jefa de Servicio Técnico de Arquitectura Pública. Profesora de Proyectos arquitectónicos en la Escuela de Arquitectura de Alicante, periodo 1998-2005. Vocal de Cultura en la Junta de Gobierno del Colegio de Arquitectos de Alicante, 2002-2008. Desde 1986 forma pareja con Javier García-Solera Vera, arquitecto, con quien realiza varias obras y con el que contrae matrimonio civil en 2015.

## Obra construida
- Plaza de Florida-Portazgo en Alicante,[2] 1979-80, seleccionado en la Exposición A CONTRATIEMPO, Medio de comunicación de artistas valencianas, 1929-80[3]
- Imprenta Such-Serra en Alicante, Premio de Arquitectura del COACV 1988-89
- Centro de Salud en Onil, Alicante, Premio de Arquitectura del COACV 1992- 93
- Instituto Bernabéu, Alicante. Premio de Arquitectura del COACV 1996 y finalista Premios IBERFAD 1997
- Ampliación Instituto Bernabéu, 2010
- Viviendas de Protección Pública en Santo Domingo, Alicante, Mención Premios COACV 1992-93 y Finalista "Muestra 10 años de arquitectura española"
- Edificio IMPIVA, Alicante, Finalista IlI Bienal de Arquitectura española.
- Viviendas de Protección oficial en el Casco Histórico de Alicante 1996-2002
- Instituto ENRIC VALOR, en El Campello, Alicante 1997-2000
- Escuela Politécnica. Universidad de Alicante. San Vicente del Raspeig, Alicante., 1997-1999[4]
- Clínica de fertilidad IVI (en Valencia, Premio Arquitectura COACV 2003[5]
- Escuela Pública infantil "Virgen del Remedio" en Petrel, Alicante. 1994-2002[6]
- Casa de la Juventud, Villajoyosa, Alicante 2000-04. Finalista Premios Saloni, 2006
- Instalación para la Bienal de las Artes en Valencia. Arquitecturas Efímeras. 2002-03
- Caja de Arquitectos en Alicante, Finalista Premios Saloni 2007, Mención Premios COACV 2005-06

## Premios y reconocimientos
En 2007 obtiene una mención por la Reforma de Local para Sede de la de Caja de Arquitectos en Alicante. En 1997 ganó el primer premio en el concurso internacional de anteproyectos EPS-IV de la Universidad de Alicante.
En 2000 expuso su obra en la Bienal de Arquitectura de Venecia y en la Exposición Española del siglo XX en la Expo 2000 Hannover. En 2005 dirigió la VIII Bienal de Arquitectura Española (2005).

## Difusión de su obra en televisión nacional
La 2, cadena de la televisión pública española, emitió el 6 de enero de 2013 el  documental Elogio de la luz. Dolores Alonso, navegando contra corriente.